# Александар Тишма
Александар Тишма (Хоргош, 16. јануар 1924 — Нови Сад, 15. фебруар 2003) био је српски књижевник, уредник и академик. У његовим делима највише су заступљене лирске песме, затим романи и новеле.

## Биографија
Рођен је у Хоргошу од оца Србина Гавре Тишме, трговца пореклом из Удбине у Лици и мајке Јеврејке Олге, девојачко Милер.
Основну школу и гимназију похађао је у Новом Саду. Матурирао је 1942. године. У Будимпешти је студирао (од 1942. до 1943) економију па романистику.
Ступио је у народноослободилачку борбу децембра 1944. године. Демобилисан је новембра 1945. године, након чега се запослио као новинар у Новом Саду, у „Слободној Војводини“, а затим, 1947. године, у Београду, у „Борби“. На београдском Филозофском факултету 1954. године дипломирао је англистику.
Од 1949. је живео у Новом Саду и радио у издавачком предузећу „Матица српска“, најпре као секретар, а после и као уредник.
Године 1952. венчао се са колегиницом, библиотекарком Соњом Дракулић. Са њом је исте године добио сина Андреја, који се бави конкретном поезијом, печатном уметношћу и фотографијом.
Био је уредник Летописа Матице српске у периоду од 1969. до 1973.
Холокауст, људско зло и људске потребе су честа тема у његовим делима.
Постоји фондација „Александар Тишма” која је 2019. почела да додељује истоимену Награду „Александар Тишма”. Први добитник је Ласло Дарваши из Мађарске за књигу „Зимско јутро – Бог. Домовина. Фамилија”.

## Награде
- Бранковa наградa, за књигу Насељени свет, 1957.[2]
- Октобарскa наградa Новог Сада, 1966.[2]
- Нолитовa наградa, за књигу Употреба човека, 1977.[2]
- Ниновa наградa[2], за књигу Употреба човека, 1977.
- Награда Народне библиотеке Србије за најчитанију књигу године[2], за књигу Употреба човека, 1978.
- Награда „Карољ Сирмаи”, за књигу Повратак миру, 1977.[2]
- Награда „Карољ Сирмаи”, за књигу Школа безбожништва, 1979.[2]
- Андрићева награда[2], за књигу Школа безбожништва, 1979.
- Награда за животно дело Друштва књижевника Војводине, 1986.
- Седмојулска награда, 1988.
- Награда „Јован Поповић”, 1988.
- Награда Лајпцишког сајма за европско разумевање, 1995.[2]
- Аустријска државна награда за европску књижевност, 1995.[2]
- Награда за толеранцију, 1996.
- Национални орден за заслуге (Француска), 1997.[2][8]
- Награда Просветиног антиратног сајма књига, за романе Употреба човека и За црном девојком, 1999.
- Фебруарска награда Града Новог Сада, 2001.
- Награда „Лаза Костић”, за књигу Најлепше приповетке, 2002.
- Награда „Павле Марковић Адамов”, постхумно, 2004.

## Књижевна дела
Поезија:
- Насељени свет, 1956.
- Крчма , 1961.

Збирке приповедака:
- Кривице, 1961.
- Насиље , 1965.
- Мртви угао, 1973.
- Повратак миру, 1977.
- Школа безбожништва , 1978.
- Хиљаду и друга ноћ - изабране приповетке, 1987.
- Искушења љубави -  изабране приповетке, 1995.

Романи:
- За црном девојком, 1969.
- Књига о Бламу, 1972.
- Употреба човека, 1976.
- Бегунци, 1981.
- Вере и завере, 1983.
- Капо, 1987.
- Широка врата, 1988.
- Које волимо, 1990.
- Женарник, 2010.

Друго:
- Другде, 1969 - путописи
- Пре мита, 1989 - есеји
- Шта сам говорио, 1996 - интервјуи
- Дневник: (1942-1951), 1991  - дневник
- Sečaj se večkrat na Vali, 2000 - дневник